# Journal de Genève
Le Journal de Genève est un quotidien suisse qui a paru du 6 janvier 1826 au 28 février 1998. Journal d’opinion, il milite dès ses débuts en faveur d’un libéralisme à visage humain. Il plaide pour le suffrage universel et la liberté de la presse. Il s’engage en faveur des causes indépendantistes. Pendant la Seconde Guerre mondiale, ses chroniques valent au journal un renom international, en particulier sous la plume de René Payot. En 1998, le Journal de Genève et Gazette de Lausanne fusionne avec le Nouveau Quotidien pour donner naissance à un quotidien national de langue française, Le Temps.

## Histoire
Le Journal de Genève est cofondé à Genève par l'homme politique radical James Fazy qui n'y demeure que huit mois (auparavant, il existe une première mouture (1787-1794), sorte de feuille officielle, doublée d'un almanach météorologique et scientifique) et par François-Isaac Mayor. Charles Pictet de Rochemont et Horace-Bénédict de Saussure y collaborent, Henri Dunant y fait paraître sous un pseudonyme un article qui dénonce l'horreur de la bataille de Solférino.
En 1991, le Journal de Genève fusionne avec la Gazette de Lausanne, dont il ajoute le nom à son titre (en plus petit caractères). 
En 1993, dans le contexte de la Crise constitutionnelle russe, le Journal de Genève approuve et justifie l'assaut ordonné par Boris Eltsine contre le Parlement russe et les manifestants qui le défendaient, faisant plusieurs centaines de morts : « En se débarrassant de ses ennemis, quitte à faire couler un peu de sang, Boris Eltsine rétablit l’ordre et offre aux Russes les chances d’un peu plus de démocratie ».
En 1998, le Journal de Genève et Gazette de Lausanne fusionne avec Le Nouveau Quotidien pour donner naissance à un quotidien national de langue française, Le Temps.
Une Association des amis du Journal de Genève et Gazette de Lausanne se sont opposées à la fusion qu'ils considèrent comme un sabordage organisé par les milieux économiques via un ancien député libéral Gilbert Couteau. Cette association est parvenue à obtenir la propriété du titre, le relance en mars 2007 sous forme hebdomadaire. Ancrée dans le terreau de la Genève internationale, tout comme dans la cité, La Lettre hebdomadaire du Journal de Genève et Gazette de Lausanne se veut le support de valeurs humanistes. Elle paraît chaque vendredi sur papier, en format A4 (directeur et rédacteur en chef : Christian Campiche).
En décembre 2008, le journal Le Temps indique que les archives complètes du Journal de Genève ont été numérisées et sont disponibles gratuitement sur Internet.

## Liste de personnes ayant contribué

### Rédacteurs en chef
- Ignace Jeannerat (1996-1998)
- Antoine Maurice et Pascal Garcin conjointement (1992-1996)
- Jasmine Audemars (1980-1992)
- Claude Monnier (1970-1980)
- Bernard Béguin (1959-1970)
- Olivier Reverdin (1954-1959)
- René Payot (1933-1970)
- William Martin (-1933)
- Édouard Chapuisat (1918-1933)
- Albert Bonnard (1910-1917)
- Georges Wagnière (1908-1910)
- Horace Micheli (1904-1908)
- Marc Debrit (1879-1904)
- Jacques Adert (1849-1879)
- Joël Cherbuliez (1846-1849)

### Journalistes
- Daniel Abimi
- Colette Braeckman, correspondante à Bruxelles.
- Françoise Buffat
- Christian Campiche
- Pierre Cormon
- Daniel Abimi
- Roger de Diesbach
- Jacques-Simon Eggly
- Justin Favrod
- André Klopmann
- Esther Mamarbachi
- Antoine Maurice
- Claude Monnier
- René Payot
- Mikhaïl W. Ramseier
- Raoul Riesen
- Darius Rochebin
- Pierre-Henri Simon
- Marian Stepczynski
- Walter Weideli
- Romain Rolland

### Sources
- Fonds : Journal de Genève (1773-1995 (surtout 1873-1995)) [documents textuels ; 24,30 mètres].  Cote : CH-001140-3 JG. Archives de la ville de Genève (présentation en ligne).
- Le dernier numéro du Journal de Genève et Gazette de Lausanne, publié le 28 février 1998, donne diverses informations sur son histoire.